# Mark Delaney
Mark Delaney (ur. 13 maja 1976 w Haverfordwest) – walijski piłkarz, grający na pozycji obrońcy. W latach 1999–2007 znany z występów w angielskim zespole Aston Villa F.C., do którego przybył za 250 tysięcy funtów z Cardiff City. Występował także w walijskim Carmarthen Town. W reprezentacji Walii wystąpił 36 razy. 15 sierpnia 2007 zakończył karierę z powodu kontuzji kolana.